# Haemaphysalis kitaokai
Haemaphysalis kitaokai este o specie de căpușe din genul Haemaphysalis, familia Ixodidae, descrisă de Harry Hoogstraal în anul 1969. Conform Catalogue of Life specia Haemaphysalis kitaokai nu are subspecii cunoscute.